# Guettarda divaricata
Guettarda divaricata är en måreväxtart som först beskrevs av Alexander von Humboldt, Aimé Bonpland och Schult., och fick sitt nu gällande namn av Paul Carpenter Standley. Guettarda divaricata ingår i släktet Guettarda och familjen måreväxter. Inga underarter finns listade i Catalogue of Life.